# Булатово (Псковская область)
Булатово — деревня в Карамышевской волости Псковского района Псковской области России.
Расположена в 4 км к северо-востоку от села Карамышево и в 35 км к востоку от центра города Пскова.
Численность населения деревни по состоянию на 2000 год составляла 42 человека.